# Heinrich Friese (Mediziner)
Heinrich Friese (* 29. Oktober 1630 in Königsberg (Preußen); † 5. März 1690 ebenda) war ein deutscher Mediziner.

## Leben
Der Sohn des Königsberger Ratsherrn und Weinhändlers Heinrich Friese (* 4. Februar 1599; † 1. Juli 1665) und dessen erster Frau Anna Koese († 1655) hatte seine erste Ausbildung in Königsberg begonnen. Nach anfänglichen philosophischen Studien in Königsberg hatte er zehn Jahre lang an den Hochschulen in Holland, England, Frankreich und Italien medizinische Studien fortgesetzt. So war er in Padua Syndikus der deutschen Nation gewesen und wurde an der Universität Straßburg mit der medizinischen Disputation De Hydrope 1662 zum Doktor der Medizin promoviert.
Er wurde 1663 Adjunkt und 1664 außerordentlicher Professor an der medizinischen Fakultät der Universität Königsberg. Zudem hatte man ihm 1672 eine Stelle als Garnisonsarzt in Pillau übertragen. 1679 wurde er kurfürstlicher brandenburgischer Rat und Leibarzt. 1684 übertrug man ihm die erste ordentliche Professur der Medizin in Königsberg. In letzter Eigenschaft beteiligte er sich auch an den organisatorischen Aufgaben der Hochschule und war im Wintersemester 1687/88 Rektor der Alma Mater.
Friese hatte sich mit Sophia, Tochter des Professors der Medizin Christoph Tinctorius und dessen zweiter Frau Regina, Tochter des Königsberger Ratsherrn Johann Schimmelpfennig, verheiratet. Ein Sohn und eine Tochter überlebten den Vater.

## Werke
- De haemoptisi
- Calculo renum et vesicae
- Usu herbae Thee arthritidi proficuae
- Juvene ex venatione in sputum sangvinis delapso
- Angina laborante ejusque curandi methodo